# 全印穆斯林联盟
全印穆斯林联盟，通称穆斯林联盟，为英属印度时期成立的政党，创建于1906年，其宗旨是在印度次大陆以武力建立独立的穆斯林国家。这个认为穆斯林和印度教徒分属两个民族的理论在1930年由詩人穆罕默德·伊克巴尔提出。印度和巴基斯坦分别独立以后解散，留在印度的分支成为印度政治的小党派，现该党的影响力主要在喀拉拉邦，通过和其他势力的合作参与政府管理。
1947年以来，巴基斯坦民选及軍人政府多数由穆斯林政党掌权。巴基斯坦独立以后该党的主体迁往巴基斯坦，在巴基斯坦组建了第一届政府，自1950年代以来，随着军人政变的频发，该党分裂成若干派别。1976年巴基斯坦的穆斯林联盟重整旗鼓，1979年议会选举中赢得14席，之后渐渐淡出人们的视线而无所作为。1990年代，穆盟重新振作，其領導人纳瓦兹·谢里夫曾两次当选巴基斯坦民选总理，1999年被穆沙拉夫以军事政变手段推翻。穆沙拉夫領導的軍政府透過扶立穆盟的領袖派掌權。此后，穆斯林联盟在巴基斯坦仍为主要政党，并在谢里夫派的领导下多次執政。

## 沿革
穆斯林联盟在1906年建立。1920年真纳当选为该联盟主席。1940年3月在拉合尔联盟代表大会上，真纳提出印度穆斯林应建立一个分治的伊斯兰国家的主张。
1947年在英国的影响下，印巴分治，巴基斯坦建国后，穆斯林联盟取得了执政权。1962年由阿尤布·汗主持联盟工作。此后，该联盟再度分裂为大会派穆斯林联盟和理事会派穆斯林联盟。大会派穆斯林联盟于1969年又分出加尧姆派穆斯林联盟。大会派穆斯林联盟主席是前总统阿尤布·汗，主要领导成员是中央政府各部部长。1964年提出建国“十四点纲领”，内容包括执行1962年宪法，维护国家统一，发展重工业，鼓励私营企业，反对帝国主义和殖民主义，加强同伊斯兰国家的联系等。1969年3月法兹鲁尔，卡德尔，乔德里接任联盟主席。
1970年在议会选举中联盟只得两个席位，獨立以來首次成為在野黨。1971年该联盟参加国会反对党联盟即统一联盟党，反对佐勒菲卡尔·阿里·布托領導的巴基斯坦人民党。1973年3月参加统一民主阵线。理事会派穆斯林联盟于1962年10月成立，得到了真纳妹妹法蒂玛·真纳的支持，成员多为著名政治活动家和学者，第一任主席是巴基斯坦前总督、总理卡沃杰·拉希姆，他在1971年11月参加国会反对党联盟统一联盟党，批评人民党的左翼政策。
加尧姆派穆斯林联盟又称真纳穆斯林联盟、全巴穆斯林联盟，于1969年3月成立。1970年8月通过联盟章程，主张加强中央集权，消灭贫困，实行合理的农业税收，基本工业归国有。在1970年大选中，在国会赢得10个席位。支持叶海亚·汗对东巴采取的行动，支持布托政府，与人民党积极合作，曾组成西北边境省联合政府。1985年，前总理居内久重新组建穆斯林联盟，并任主席。主张建立伊斯兰民主政治体制。后巴基斯坦穆斯林联盟又分裂成两大派，分别是巴基斯坦穆斯林联盟（领袖派）和巴基斯坦穆斯林联盟（谢里夫派），但谢里夫派仍是巴基斯坦穆斯林联盟的主體，屬於較溫和的一翼。